# Ђорђе Кадијевић
Ђорђе Кадијевић (Шибеник, 6. јануар 1933) српски је редитељ, сценариста, историчар уметности и ликовни критичар. Кадијевић је познат по својим хорор филмовима и ТВ серији Вук Караџић.

## Биографија
Његова најпознатија остварења су филмови Лептирица и Свето место.
Дио његовог рада припада црном таласу југословенске кинематографије.
Добио је Гран при Европе на фестивалу у Риму за најбољу ТВ серију „Вук Караџић”, која се и даље сматра најбољом икад снимљеном ТВ серијом у Југославији или на српком језику.
У свом опусу се бавио различитом тематиком — од ратних мотива па све до фантастике.
Један од хобија му је израда колажа. Био је 30 година пријатељ са сликаром Мићом Поповићем.

## Награде
- Гран при на ТВ фестивалу у Кјанчану, за најбољу европску ТВ серију, за режију ТВ серије „Вук Караџић”, 1988.[8]
- Награда „Лептирица”, за допринос развоју поетске фантастике и хорора као жанра, Рибарска Бања 2010.[9]
- Изузетна Вукова награда, 2012.
- Награда „Бела Лугоши”, за изузетан допринос хорор уметности, Палић 2016.[10]
- Награда „Стефан Првовенчани”, за изузетан допринос националној култури, 2018.[11]
- Награда „Теодор Павловић”, за животно дело, Ново Милошево, 2020.[12]
- Сретењски орден, Република Србија, 2020.[4]
- Наградa „Златни печат” Југословенске кинотеке[13]
- Почасна „Статуета слободе”, СОФЕСТ, 2023.[14]
- Награда „Доситеј Обрадовић” за животно дело, 2024.[15][16]

## Филмографија

### Филмови
- Празник (1967)
- Поход (1968)
- Хексаптих (1968)
- Дарови моје рођаке Марије (1969)
- Жарки (1970)
- Чудо (1971)
- Пуковниковица (1972)
- Девичанска свирка (1973)
- Штићеник (1973)
- Лептирица (1973)
- Заклетва (1974)
- Марија (1976)
- Београдска деца (1976)
- Аранђелов удес (1976)
- Човек који је појео вука (1981)
- Живо месо (1981)
- Карађорђева смрт (1983)
- Свето место (1990)
- Нападач (1993)

### ТВ серије
- Вук Караџић (1987—1988)
- Последња аудијенција (2008)

## Ликовна критика
- Марина Накићеновић (1982, 1991, 1998)
- Мирослав Стојановић Пирке (1988)
- Светислав Феђа Пешић (1991)
- Драган Малешевић Тапи (1995)
- Марко Мамић Маша (1998)
- Драган Мартиновић
- Миодраг Б. Протић